# Irra Petina
Irra Petina, nata Irina Stepanovna Petina (in russo Ирина Степановна Петина?; San Pietroburgo, 18 aprile 1908 – Austin, 19 gennaio 2000) è stata un contralto russo naturalizzato statunitense.

## Biografia
Nata a San Pietroburgo prima della rivoluzione, Irra Petina era la figlia del generale Stepan Ivanovič Petin, il comandante della guardia personale dello zar Nicola II, e la sua madrina era Dagmar di Danimarca, l'imperatrice madre. Con l'avvento dei bolscevichi la famiglia si trasferì prima in Cina e poi negli Stati Uniti, dove Irra Petina studiò musica al Curtis Institute of Music. Fece il suo debutto alla Metropolitan Opera House il 29 dicembre 1933 nel ruolo di Schwertleite ne La Valchiria. 
Nel corso della sua carriera cantò quattrocentoquarantaquattro rappresentazioni al Met, in ruoli come Maddalena in Rigoletto, Mallika in Lakmé, Annina ne Il cavaliere della rosa e Carmen in Carmen. Particolarmente apprezzata fu la sua Marcellina ne Le Nozze di Figaro, un ruolo che cantò con grande successo di critica e pubblico al Met per ventisette rappresentazione. Molto attiva anche in musical e commedie musicali, recitò a Broadway nei musical Song of Norway (1947), Magdalena (1948), Hit the Trail (1954) e l'operetta Candide (1957), per cui fu candidata al Tony Award alla migliore attrice non protagonista in un musical. Continuò a cantare fino al 1990, quando si ritirò dalle scene.
È stata sposata con il dottor Frank Bussey, con cui si trasferì ad Austin, dove morì nel 2000.

## Repertorio parziale
| Ruolo                  | Titolo                   | Autore     |
| ---------------------- | ------------------------ | ---------- |
| Old Lady               | Candide                  | Bernstein  |
| Carmen                 | Carmen                   | Bizet      |
| Mallika                | Lakmé                    | Delibes    |
| Marchesa di Berkenfeld | La figlia del reggimento | Donizetti  |
| Lola                   | Cavalleria rusticana     | Mascagni   |
| Marcellina             | Le nozze di Figaro       | Mozart     |
| Feodor                 | Boris Godunov            | Musorgskij |
| Berta                  | Il barbiere di Siviglia  | Rossini    |
| Rosalind               | Il pipistrello           | Strauss    |
| Annina                 | Il cavaliere della rosa  | Strauss    |
| Maddalena              | Rigoletto                | Verdi      |
| Schwertleite           | La Valchiria             | Wagner     |

## Discografia parziale
- Donizetti, La figlia del reggimento, Metropolitan Opera Orchestra condotta da Gennaro Papi, Lily Pons, Raoul Jobin, Salvatore Baccaloni. Sony Classical (1948)
- Mascagni, Cavalleria Rusticana, Metropolitan Opera Orchestra condotta da Gennaro Papi, con Elisabeth Rethberg, Sidney Rayner, Carol Morelli, Anna Kaskas. West Hill Radio Archives (2005)